# Xestoderma
Xestoderma är ett släkte av skalbaggar. Xestoderma ingår i familjen vivlar.
Kladogram enligt Catalogue of Life:
| Xestoderma | \| \| Xestoderma atrum \| \| \| \| \| \| Xestoderma wallacei \| \| \| \| |
|            | \| \| Xestoderma atrum \| \| \| \| \| \| Xestoderma wallacei \| \| \| \| |
|            | Xestoderma atrum                                                         |
|            |                                                                          |
|            | Xestoderma wallacei                                                      |
|            |                                                                          |